# 怠け者の天国
『怠け者の天国』（なまけもののてんごく、オランダ語: Luilekkerland, 英語: The Land of Cockaigne）は、フランドルの画家ピーテル・ブリューゲルが1567年に描いた絵画。

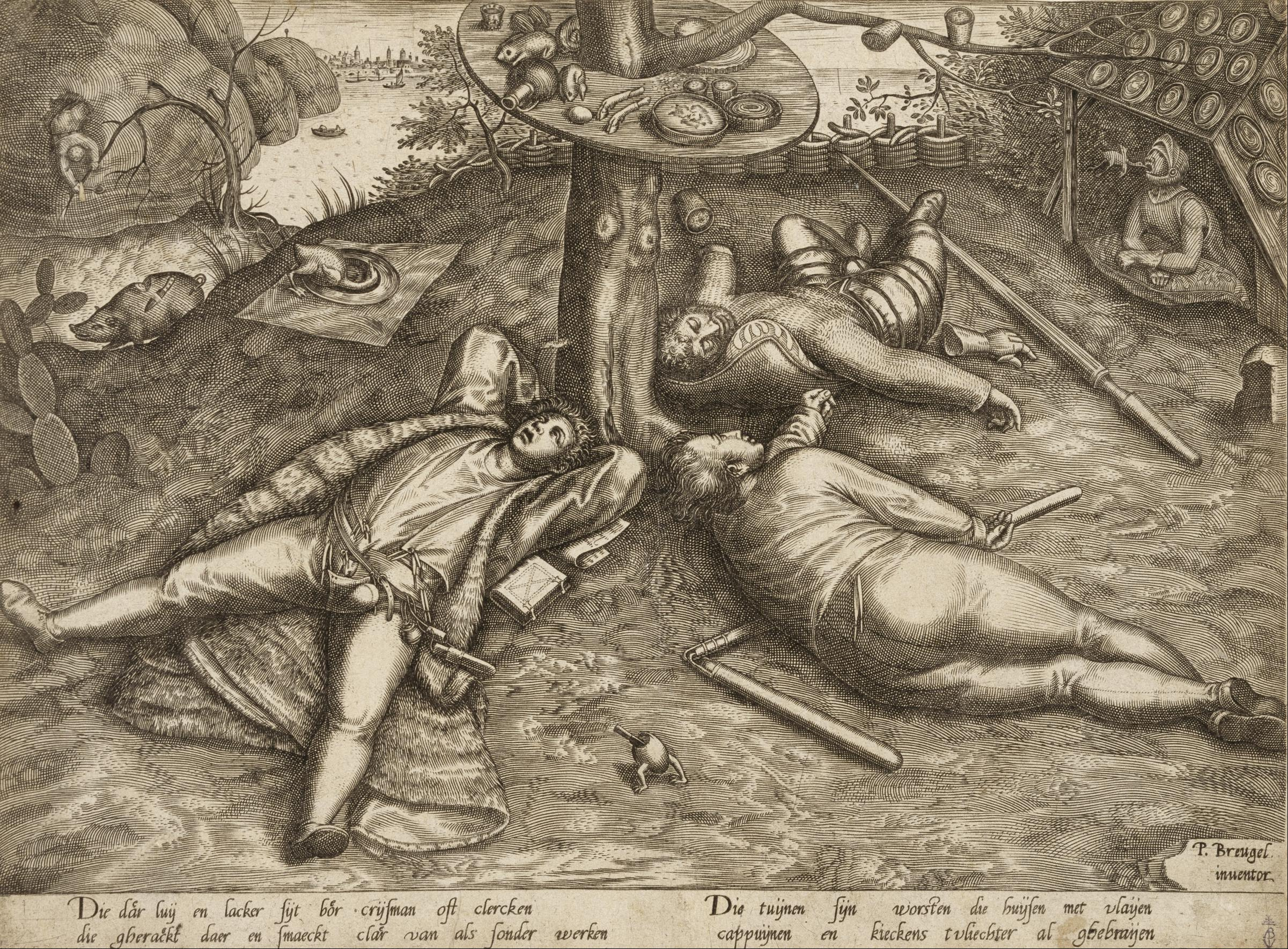
ヘイデン『怠け者の天国』

ドイツ・ミュンヘンのアルテ・ピナコテークに所蔵されている。縦 51.5 センチメートル、横 78.3 センチメートルの大きさをもつ。彫版職人のピーテル・ファン・デル・ヘイデンによって、本作を原画とした同名の彫版画が製作されている。
16世紀には、オランダの写本やドイツの版画において、寝て待っているだけで食糧がやってくるといった「怠け者の天国」を主題とした作品が発表されており、ブリューゲルもこれらにヒントを得たものと考えられている。

## 作品
画面右手前には、毛皮のついたコートを身にまとった聖職者が描かれている。その隣では農夫が、脱穀に用いる農具の上に身を置いている。その後方には、兵士が描かれており、手袋や槍が投げ出されている。3人とも、腹をいっぱいにして木の回りに寝そべっている。
画面手前中央には、スプーンが挿し入れられた、足を生やしたゆで卵が描かれている。画面左奥には、甲冑を身につけた騎士が、ヒバリの焼き鳥がやってくるのを、口を開けて待っている。小屋の屋根の上では、タルトやパンケーキがひとりでに大きくなっている。
画面右奥には、焼かれたガチョウが自ら皿の上に身を横たえようとしており、その付近では、ナイフが背中に突き刺さった状態の焼かれたブタが駆けている様子が描かれている。